# 赤塚新町
赤塚新町（あかつかしんまち）は、東京都板橋区の町名。現行行政地名は赤塚新町一丁目から赤塚新町三丁目。住居表示実施済み。

## 地理
赤塚新町は板橋区の北西部に位置する町である。北で赤塚、東で徳丸、南で練馬区北町・同区田柄・同区光が丘および同区旭町、西で成増に隣接する。板橋区の西端に位置し、地区南辺をもって板橋区・練馬区境を成す。地区北辺と地区内を私鉄と地下鉄の2つの鉄道路線が走る。地区内に下赤塚駅が所在し地下鉄赤塚駅の出入口(所在は練馬区)があるが、東西に長いため3丁目の西側は実質成増駅・地下鉄成増駅が最寄りとなっている。大部分は住宅地であるが、赤塚中央通り近辺は商店街が形成されている。

### 地価
住宅地の地価は、2024年（令和6年）7月1日の地価調査によれば、赤塚新町1-7-3の地点で43万7000円/m2となっている。

## 歴史
町域は1871年（明治4年）11月に浦和県（現埼玉県）から東京府に編入され、1889年（明治22年）北豊島郡赤塚村になった。1932年（昭和7年）、東京市に編入され板橋区となった。
- 1969年（昭和44年）3月1日、下赤塚町・上赤塚町・四葉町・徳丸町の各一部から起立し、同時に住居表示を行った[5]。

## 世帯数と人口
2025年（令和7年）3月1日現在（板橋区発表）の世帯数と人口は以下の通りである。
| 丁目           | 世帯数    | 人口    |
| -------------- | --------- | ------- |
| 赤塚新町一丁目 | 909世帯   | 1,390人 |
| 赤塚新町二丁目 | 1,338世帯 | 2,103人 |
| 赤塚新町三丁目 | 3,421世帯 | 6,269人 |
| 計             | 5,668世帯 | 9,762人 |

### 人口の変遷
国勢調査による人口の推移。
| 年                 | 人口   |
| ------------------ | ------ |
| 1995年（平成7年）  | 9,476  |
| 2000年（平成12年） | 9,485  |
| 2005年（平成17年） | 9,405  |
| 2010年（平成22年） | 9,390  |
| 2015年（平成27年） | 9,583  |
| 2020年（令和2年）  | 10,077 |

### 世帯数の変遷
国勢調査による世帯数の推移。
| 年                 | 世帯数 |
| ------------------ | ------ |
| 1995年（平成7年）  | 4,099  |
| 2000年（平成12年） | 4,448  |
| 2005年（平成17年） | 4,510  |
| 2010年（平成22年） | 4,778  |
| 2015年（平成27年） | 5,038  |
| 2020年（令和2年）  | 5,353  |

## 学区
区立小・中学校に通う場合、学区は以下の通りとなる（2021年8月時点）。
| 丁目           | 番地                  | 小学校                 | 中学校                 |
| -------------- | --------------------- | ---------------------- | ---------------------- |
| 赤塚新町一丁目 | 1～20番               | 板橋区立下赤塚小学校   | 板橋区立赤塚第一中学校 |
| 赤塚新町一丁目 | 21～26番              | 板橋区立下赤塚小学校   | 板橋区立赤塚第三中学校 |
| 赤塚新町二丁目 | 1～10番               | 板橋区立下赤塚小学校   | 板橋区立赤塚第三中学校 |
| 赤塚新町二丁目 | 11～17番              | 板橋区立赤塚新町小学校 | 板橋区立赤塚第三中学校 |
| 赤塚新町三丁目 | 1～16番 29番 31～36番 | 板橋区立赤塚新町小学校 | 板橋区立赤塚第三中学校 |
| 赤塚新町三丁目 | 17～28番 30番         | 板橋区立成増小学校     | 板橋区立赤塚第二中学校 |

## 事業所
2021年（令和3年）現在の経済センサス調査による事業所数と従業員数は以下の通りである。
| 丁目           | 事業所数  | 従業員数 |
| -------------- | --------- | -------- |
| 赤塚新町一丁目 | 79事業所  | 499人    |
| 赤塚新町二丁目 | 58事業所  | 627人    |
| 赤塚新町三丁目 | 82事業所  | 1,035人  |
| 計             | 219事業所 | 2,161人  |

### 事業者数の変遷
経済センサスによる事業所数の推移。
| 年                 | 事業者数 |
| ------------------ | -------- |
| 2016年（平成28年） | 209      |
| 2021年（令和3年）  | 219      |

### 従業員数の変遷
経済センサスによる従業員数の推移。
| 年                 | 従業員数 |
| ------------------ | -------- |
| 2016年（平成28年） | 2,186    |
| 2021年（令和3年）  | 2,161    |

## 交通

### 鉄道

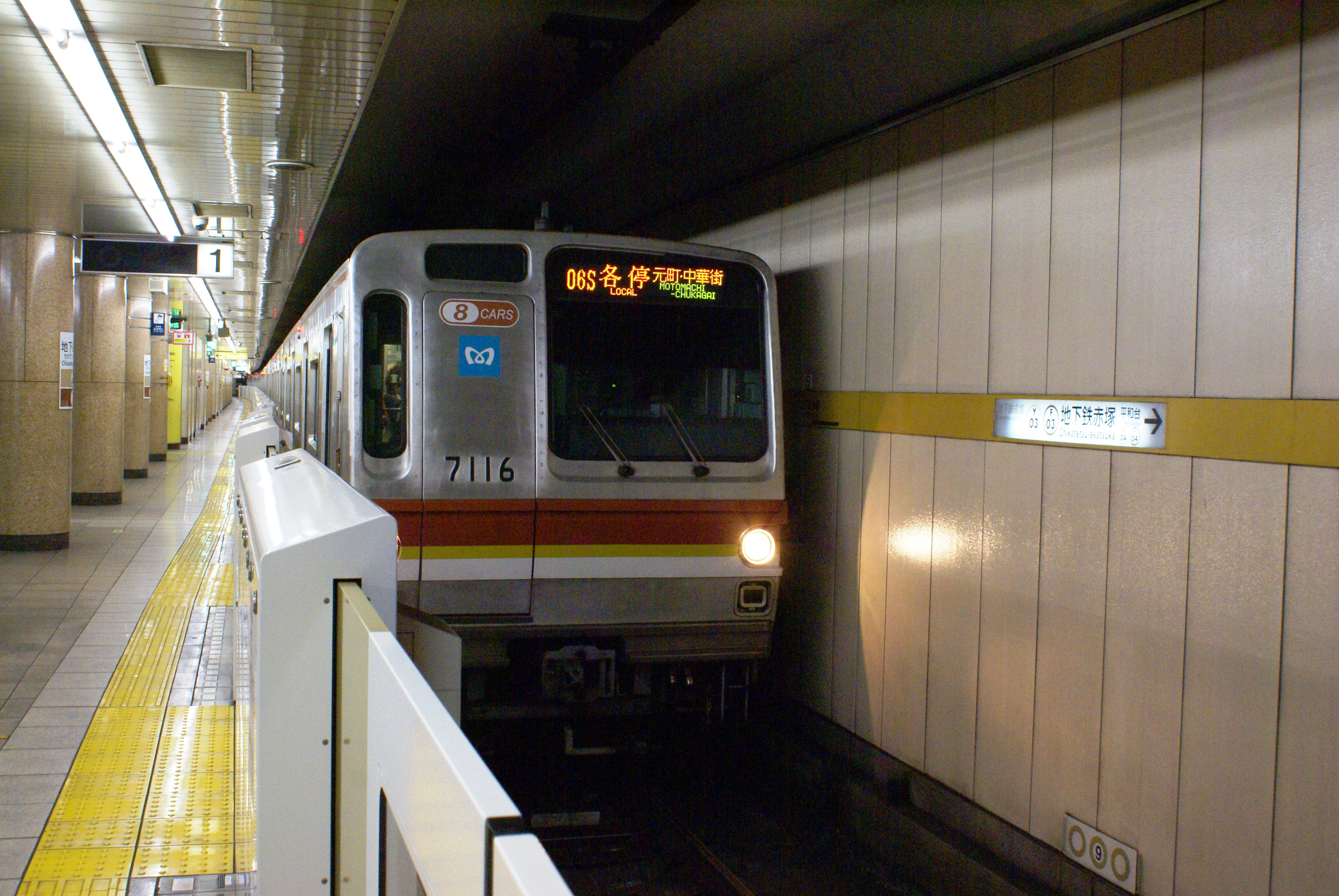
地下鉄赤塚駅に停車する元町・中華街行き列車

- 東武鉄道
  - 東上線：下赤塚駅

各駅停車のみ停車する。
- 東京地下鉄（東京メトロ）
  - 有楽町線：地下鉄赤塚駅
  - 副都心線：地下鉄赤塚駅

各駅停車および通勤急行が停車する。

### バス
- 国際興業バス　※出入庫に伴う区間運行系統は省略。
  - 下赤塚・新町・帳元：石03　石神井公園駅北口行き・練馬北町車庫行き
- 西武バス　
  - 下赤塚駅・新町・帳元：練47　練馬駅北口行き・成増駅南口行き
- 国際興業バス「下赤塚」と西武バス「下赤塚駅」は同一場所に設置されている。

### 道路
- 国道254号（川越街道）
- 東京都道446号長後赤塚線（松月院通り）

## 施設
- 板橋区立赤塚新町小学校（赤塚新町三丁目）
- 日本堂 本社
- 三菱UFJ銀行 下赤塚支店/下赤塚駅前支店/練馬平和台支店/和光支店/和光駅前支店（後ろ4店舗はブランチインブランチ）

## その他

### 日本郵便
- 郵便番号 : 175-0093[3]（集配局 : 板橋西郵便局[17]）。